# 37788 Suchan
37788 Suchan è un asteroide della fascia principale. Scoperto nel 1997, presenta un'orbita caratterizzata da un semiasse maggiore pari a 2,3141726 UA e da un'eccentricità di 0,1867975, inclinata di 1,98780° rispetto all'eclittica.